# Begin Again (película)
Begin Again (anteriormente llamada Can a Song Save Your Life?) es una película estadounidense de género comedia-drama estrenada en 2013 (2014 en Estados Unidos), escrita y dirigida por John Carney y protagonizada por Keira Knightley, Mark Ruffalo, Hailee Steinfeld y Adam Levine. Su estreno mundial fue en el Festival Internacional de Cine de Toronto de 2013. Gregg Alexander, Danielle Brisebois, Nick Lashley, Rick Nowels y Nick Southwood trabajaron juntos en la elaboración de la banda sonora de la película, además de contar con la participación de artistas como John Carney y Glen Hansard.

## Sinopsis
Seducida por sus sueños, Gretta (Keira Knightley) y su novio Dave (Adam Levine) viajan a Nueva York para perseguir su pasión por la música. Ella se queda con el corazón roto cuando su chico salta a la fama y ve cómo la abandona. Su mundo se viene abajo, hasta que un día un productor de discos, Dan (Mark Ruffalo), se topa con ella en un bar local donde Gretta actúa, e inmediatamente es cautivado por su talento. ¿Será la última oportunidad para que ambos cambien sus vidas? En algún lugar entre la amistad y su amor por la música, los dos desconocidos capturan los corazones de todos los que están a su alrededor, lo que demuestra que cada gran historia tiene su propia banda sonora.

## Reparto
- Keira Knightley como Gretta.
- Mark Ruffalo como Dan Mulligan.
- Adam Levine como Dave Kohl, el exnovio de Gretta.
- Hailee Steinfeld como Violet Mulligan, la hija de Dan.
- James Corden como Steve, el mejor amigo de Gretta.
- Cee Lo Green como Trouble Gum.
- Mos Def como Saúl, el exsocio de Dan.
- Catherine Keener como Miriam, la exesposa de Dan.

## Producción
La película fue dirigida por John Carney y producida por Anthony Bregman, de Exclusive Media. La producción comenzó en Nueva York el 2 de julio de 2012. Entre los lugares de filmación se incluye el parque de Washington Square en Nueva York. El 8 de septiembre de 2013 The Weinstein Company adquirió los derechos para distribuir la película.

## Banda sonora
La banda sonora de la película fue estrenada en Estados Unidos el 30 de junio de 2014 a través de los sellos ALXNDR, Interscope, Polydor y 222 Records.

### Lista de canciones
| N.º | Título                                                                     | Escritor(es)                                                      | Artista          | Duración |  |
| 1.  | «Lost Stars»                                                               | Gregg Alexander, Danielle Brisebois, Nick Lashley, Nick Southwood | Adam Levine      | 4:27     |  |
| 2.  | «Tell Me If You Wanna Go Home»                                             | Gregg Alexander, Nick Lashley                                     | Keira Knightley  | 3:39     |  |
| 3.  | «No One Else Like You»                                                     | Gregg Alexander, Nick Lashley                                     | Adam Levine      | 3:28     |  |
| 4.  | «Horny»                                                                    | Gregg Alexander, Rick Nowels                                      | Cee Lo Green     | 3:38     |  |
| 5.  | «Lost Stars»                                                               | Gregg Alexander, Danielle Brisebois, Nick Lashley, Nick Southwood | Keira Knightley  | 4:00     |  |
| 6.  | «A Higher Place»                                                           | Gregg Alexander, Rick Nowels                                      | Adam Levine      | 3:12     |  |
| 7.  | «Like a Fool»                                                              | John Carney                                                       | Keira Knightley  | 2:27     |  |
| 8.  | «Did It Ever Cross Your Mind (Demo Version)»                               | Gregg Alexander                                                   | Cessyl Orchestra | 3:38     |  |
| 9.  | «Women of the World (Go on Strike!)»                                       | Gregg Alexander, CeeLo Green, Rick Nowels                         | Cee Lo Green     | 3:15     |  |
| 10. | «Coming Up Roses»                                                          | Glen Hansard, Danielle Brisebois                                  | Keira Knightley  | 3:13     |  |
| 11. | «Into the Trance»                                                          | Gregg Alexander                                                   | Cessyl Orchestra | 4:05     |  |
| 12. | «A Step You Can't Take Back»                                               | John Carney, Gregg Alexander, Danielle Brisebois                  | Keira Knightley  | 3:25     |  |
| 13. | «Lost Stars (Into the Night Mix)»                                          | Gregg Alexander, Danielle Brisebois, Nick Lashley, Nick Southwood | Adam Levine      | 3:38     |  |
| 14. | «The Roof is Broke (Demo Mix)»                                             | Gregg Alexander                                                   | Cessyl Orchestra | 3:00     |  |
| 15. | «Tell Me If You Wanna Go Home (Roof Top Mix)» (featuring Hailee Steinfeld) | Gregg Alexander, Nick Lashley                                     | Keira Knightley  | 3:27     |  |
| 16. | «Intimidated by You»                                                       | Gregg Alexander                                                   | Cessyl Orchestra | 2:28     |  |

## Recepción
La película fue recibida en general con comentarios positivos por parte de los críticos. A partir de julio de 2014 posee una calificación de 82% en el sitio especializado Rotten Tomatoes, y un puntaje de 62 en Metacritic, lo que indica críticas en su mayoría favorables.

## Reconocimientos
| Premio                                | Categoría                | Receptores                                                       | Resultado |
| ------------------------------------- | ------------------------ | ---------------------------------------------------------------- | --------- |
| Premios Óscar                         | Mejor canción original   | Canción: Lost Stars por Gregg Alexander                          | Nominada  |
| Premios de la Crítica Cinematográfica | Mejor canción original   | Lost Stars por Gregg Alexander                                   | Nominada  |
| Sociedad de Críticos de St. Louis     | Mejor banda sonora       | Gregg Alexander                                                  | Nominado  |
| Sociedad de Críticos de Phoenix       | Mejor canción original   | Lost Stars por Gregg Alexander, Danielle Brisebois, Nick Lashley | Nominados |
| Círculo de Críticos de Londres        | Actriz británica del año | Keira Knightley                                                  | Nominada  |
| Crítica de Houston                    | Mejor canción original   | Lost Stars por Gregg Alexander, Danielle Brisebois, Nick Lashley | Nominados |
| Crítica de Denver                     | Mejor canción original   | Lost Stars por Gregg Alexander, Danielle Brisebois, Nick Lashley | Nominados |